# Blek rotskål
Blek rotskål (Sowerbyella radiculata) är en svampart. Blek rotskål ingår i släktet Sowerbyella och familjen Pyronemataceae.  Arten är reproducerande i Sverige.

## Underarter
Arten delas in i följande underarter:
- radiculata
- kewensis
- petaloidea